# Йозефов

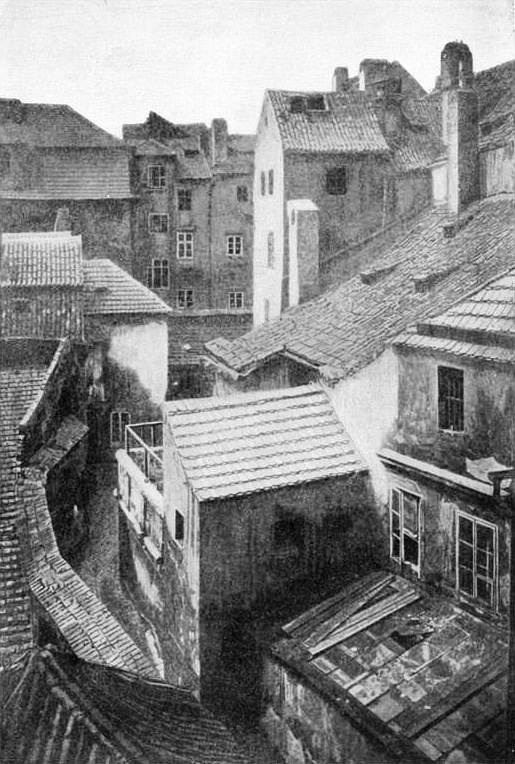
Вузькі вулички гетто, зруйнованого між 1893 і 1913 роками

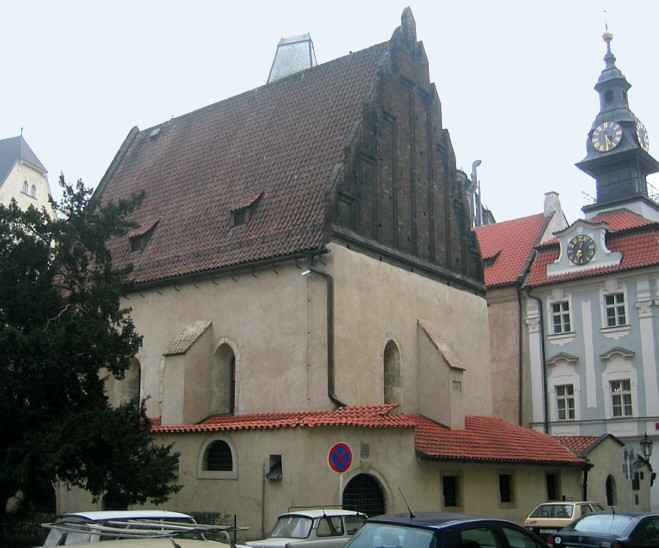
Старанова синагога

Йозефов (також Єврейський квартал; нім. Josefstadt) — міський квартал і найменша кадастрова територія Праги в Чехії, колишнє єврейське гетто міста. Квартал оточено Старим містом, його часто представляють прапором єврейської громади Праги, жовтим Маґен Давидом (зіркою Давида) на червоному полі.

## Історія
Вважається, що євреї оселилися в Празі в X столітті. Перший погром стався в 1096 році (перший хрестовий похід), і зрештою вони були зосереджені в огородженому гетто. У 1262 році Пршемисл Отакар II видав Statuta Judaeorum, яка надала громаді певний ступінь самоуправління.. У 1389 році під час одного з найгірших погромів у Великодню неділю було вбито близько 1500 осіб. Гетто було найбільш процвітаючим наприкінці 16 століття, коли єврейський мер Мордехай Майзель став міністром фінансів і дуже заможною людиною.. Його гроші допомагали розвивати гетто.
У 1850 році квартал було перейменовано на «Йозефштадт» (місто Йосипа) на честь Йосипа II, імператора Священної Римської імперії, який звільнив євреїв Едиктом про терпимість у 1781 році. Два роки тому євреям дозволили селитися за межами міста, тож частка єврейського населення в Йозефові зменшилася, а там залишилися жити лише православні та бідні євреї.
Більша частина кварталу була знесена між 1893 і 1913 роками в рамках ініціативи, спрямованої на створення міста за зразком Парижа. Залишилося лише шість синагог, старе кладовище та стара єврейська ратуша (тепер усі вони є частиною Єврейського музею в Празі та описані нижче).
На цей час Йозефов забудований будівлями початку 20-го століття, тому важко оцінити, яким саме був старий квартал, коли в ньому, за переказами, проживало понад 18 000 мешканців. Середньовічний Йозефов зображений у фільмі 1920 року «Ґолем, як він прийшов у світ», який складається з тісних, кутастих, примружених будівель, але це враження використано лише для того, щоб передати експресіоністську природу фільму.

## Історичні місця

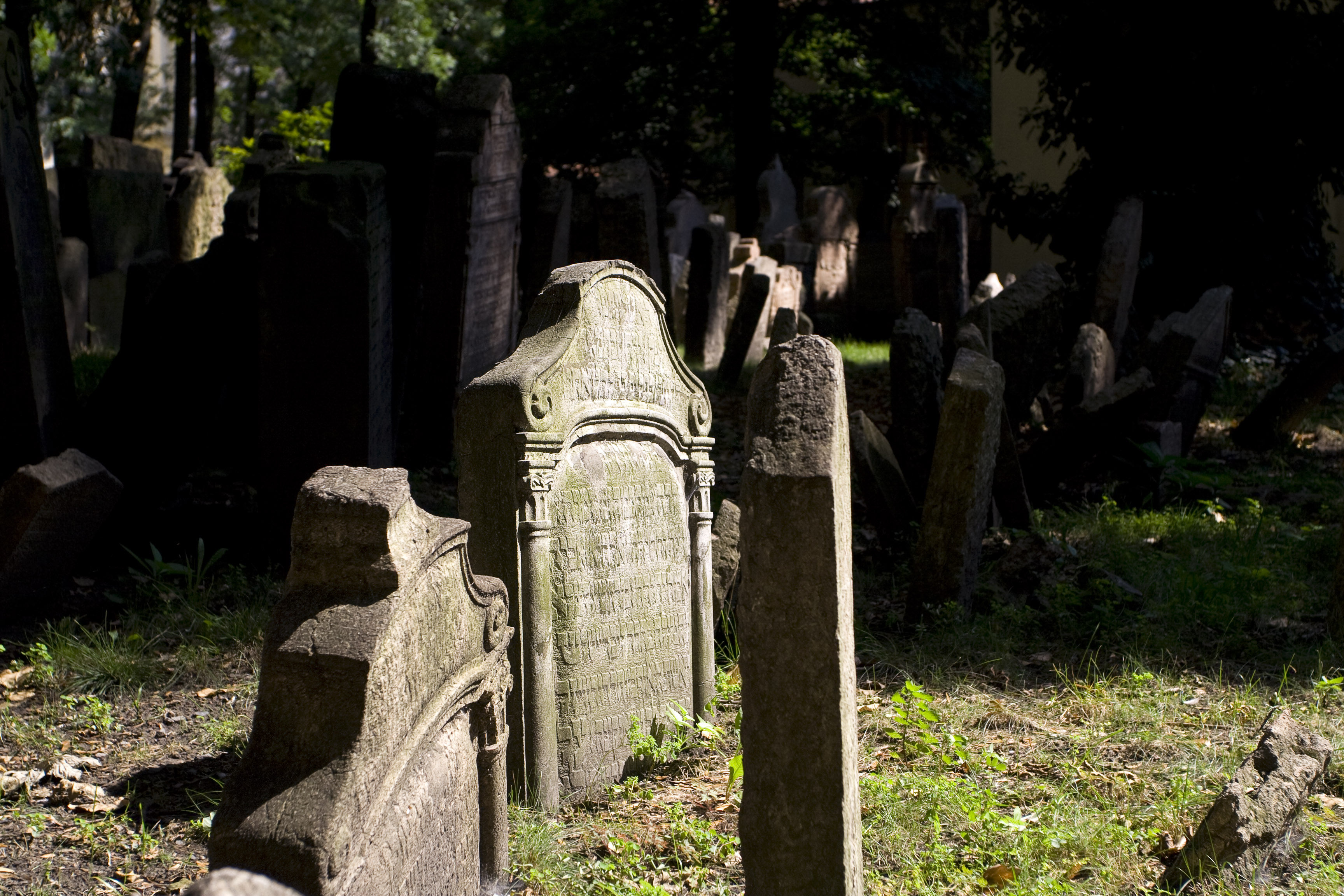
Старе єврейське кладовище, Прага

- Місце народження Франца Кафки.
- Висока синагога[en] (Vysoká synagoga) — синагога XVI ст.
- Єврейська ратуша (Прага)[en] (Židovská radnice) — ратуша XVIII століття в стилі рококо.
- Клаусова синагога (Klausová synagoga) — барокова синагога XVI ст.
- Майзелова синагога (Maiselova synagoga) — синагога XVI століття, знищена пожежею, нині використовується як музей.
- Пінкасова синагога (Pinkasova synagoga) — синагога XVI століття, нині меморіал жертвам Голокосту.
- Іспанська синагога (Španělská synagoga) — синагога XIX століття з мавританським інтер'єром.
- Старе єврейське кладовище (Starý židovský hřbitov) — кладовище XV—XVIII ст. Найстаріший єврейський цвинтар у Європі.
- Старанова синагога (Staronová synagoga) — готична синагога XIII ст.
- Церемоніальний зал Празького єврейського похоронного товариства[en] (Obřadní síň) — зал у стилі неоренесансу XX ст.

## Подальше читання
- Všetečka, Jiří; Kuděla, Jiří (1993). The fate of Jewish Prague. Grafoprint-Neubert. ISBN 80-901208-5-7
- Міський туризм Праги (2017). Прага: Єврейська. Міський туризм Праги.

## Галерея

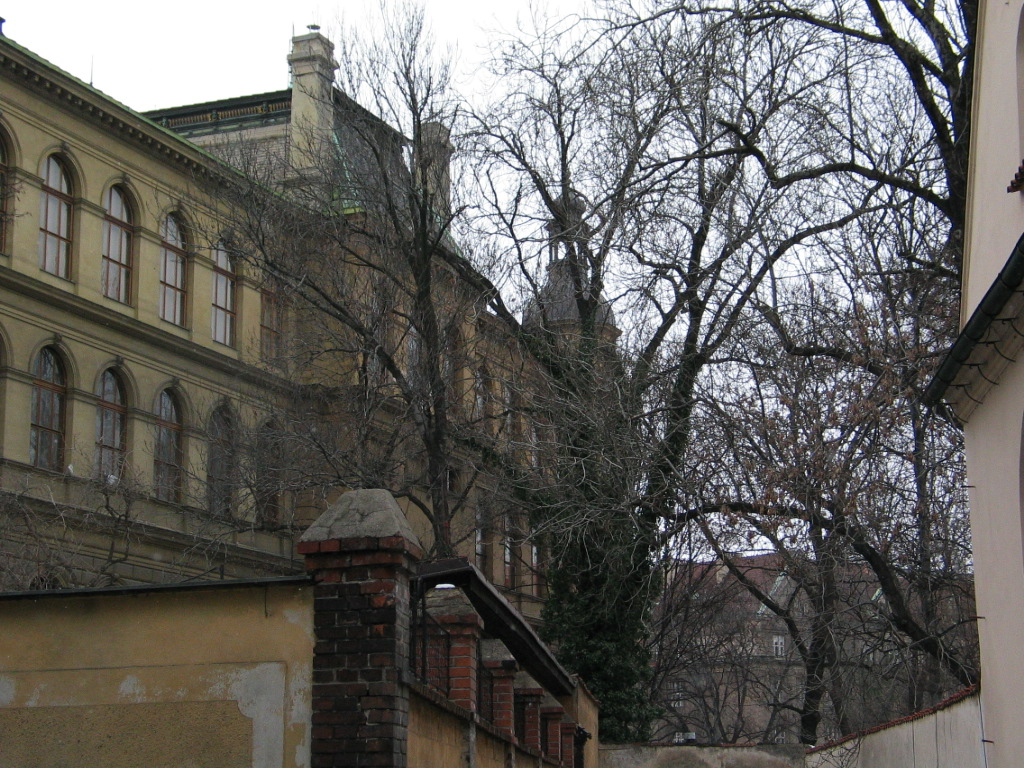
Єврейське кладовище та навколишні будівлі
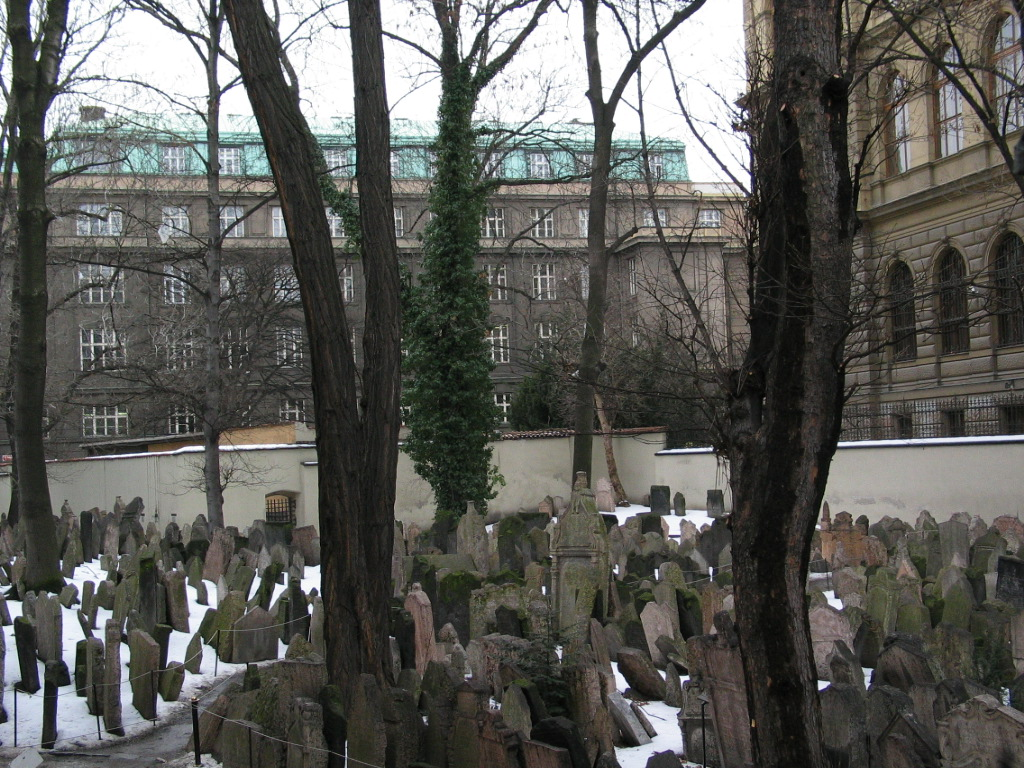
Саме кладовище
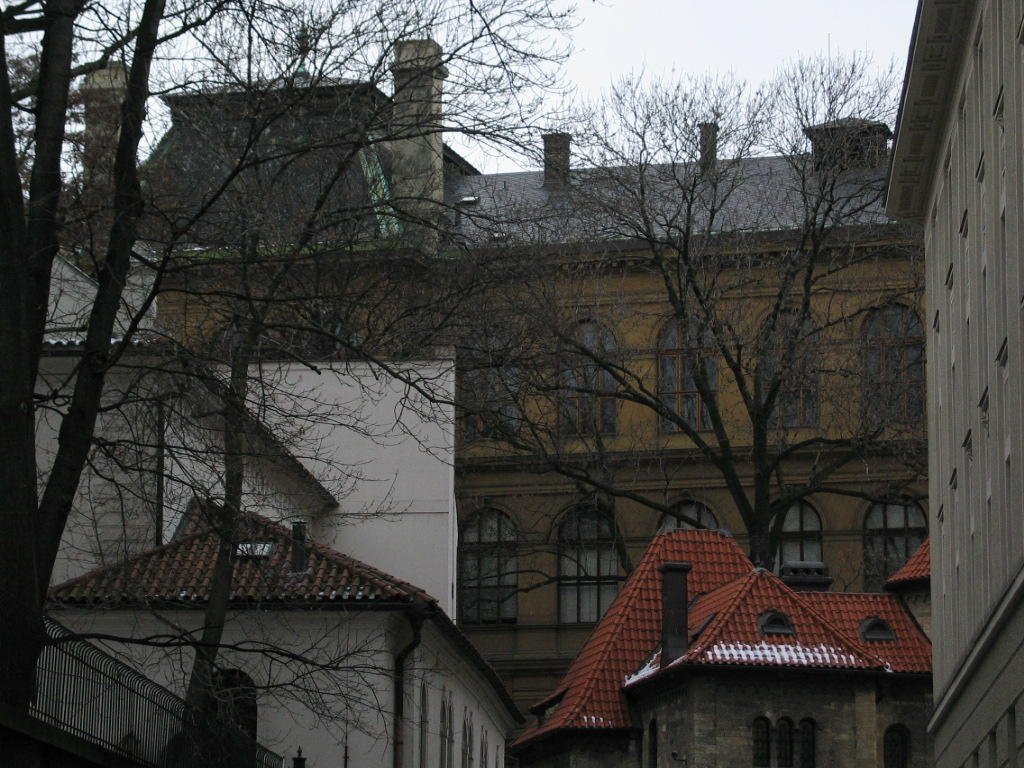
Навколишні будівлі
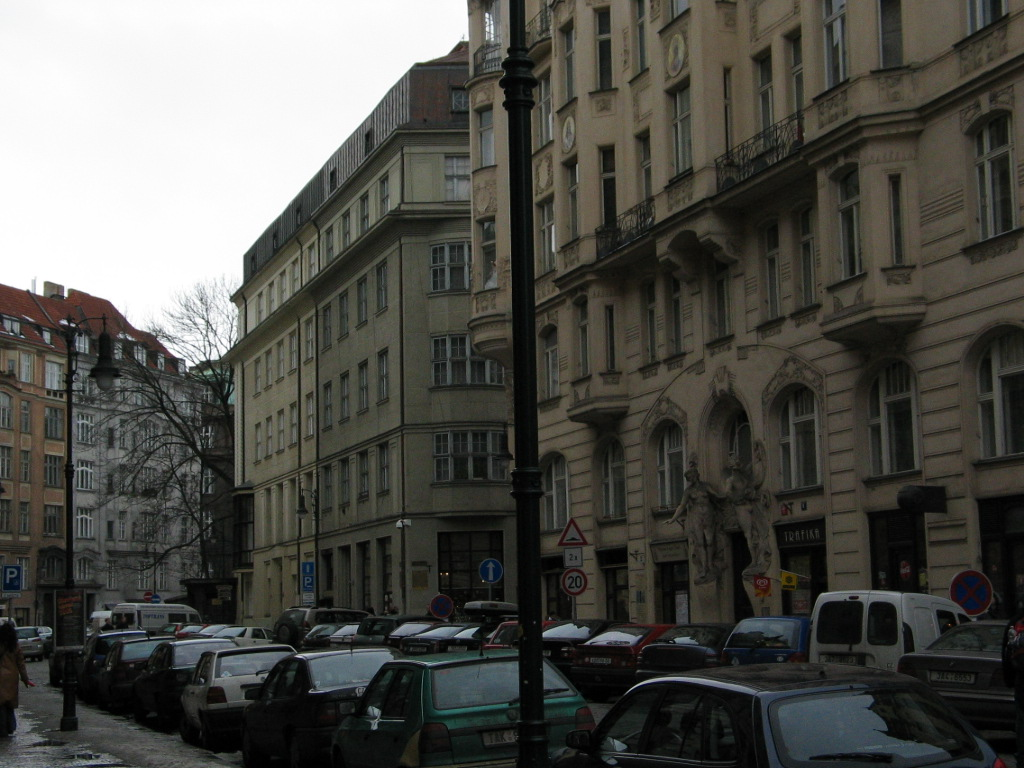
За кілька кроків
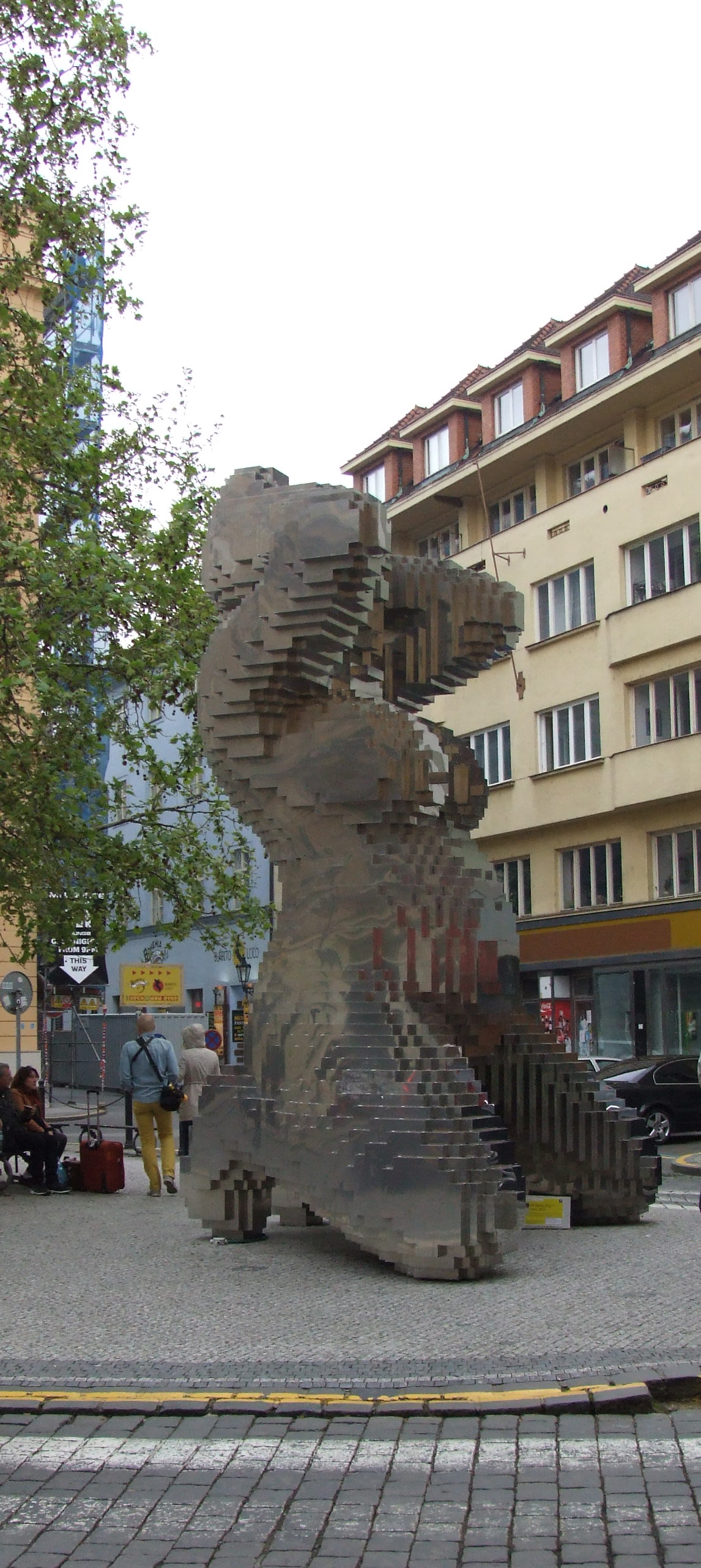
Пам'ятник вагітній жінці зроблений з дзеркал